# Magyarok az Egyesült Királyságban
A magyaroknak az Egyesült Királyságban való nagyobb letelepülése a 20. században zajlott. Ma mintegy 70 ezer brit állampolgár magyar vagy magyar származású.
Napjainkban a Magyarországról a királyságba települtek száma, az Európai Unióhoz csatlakozás óta ugrásszerűen megnőtt. Ennek következtében 2015 második felére, már közel 350 000 magyar él életvitelszerűen a szigetországban.
A 350 000 "angliai magyarból" a fele a fővárosban, Londonban él. Ez azt is jelenti, hogy London az 5. legnagyobb magyarok lakta város a világon.
Magyar lakosság szempontjából az első skót város a listán Edinburgh, a 10. legnagyobb "magyar település" a királyságban.
A kivándoroltak javarészt a jobb gazdasági helyzet miatt, kisebb részt szerencsét próbálni érkeztek főleg Angliába, de Skóciába és Észak-Írországba is egyre nagyobb számban érkeznek. Walesben a magyarok száma 1000 alá tehető.

## Történelem
Az első név szerint ismert magyar ember, aki Angliában tanult, az oxfordi Nicolaus de Ungeria volt.[forrás?] Abban az időben többen is érkeztek Magyarországról angliai és skóciai egyetemekre tanulni, de az első, akiről tudjuk, hogy később le is telepedett Angliában, Bánffyhunyadi János volt (1576-1646), 1608-ban.
Magyarország 2004-es Európai Uniós csatlakozása óta az Egyesült Királyságban letelepült magyarok száma jelentősen megugrott, mert a brit kormány – más régi tagállamoktól eltérően – azonnal, moratórium nélkül engedélyezte a munkavállalást. Sokan jönnek ide tanulni, dolgozni. 2011-ben kb. 100 000 magyar dolgozott az Egyesült Királyságban.
A Brexit után 2021. június 30-ig 154 100 magyar állampolgár folyamodott tartós nagy-britanniai letelepedési engedélyért. 2022-ig 170 ezer magyar kért meghatározatlan időre szóló tartózkodási engedélyt Angliában és Walesben. 2023. szeptember 30-ig 181 490-re nőtt a számuk.

## Híres magyar emigránsok és magyar származású britek
- Miki Berenyi énekesnő[5]
- Balogh Tamás (Lord Balogh of Hampstead) (1905–1985) közgazdász, államtitkár
- Bauer Péter (Lord Bauer) (1915–2002) közgazdász, egyetemi tanár
- Budai Parmenius István (Stephen Parmenius) (1555 körül–1583)[6] oxfordi diák, költő
- Oscar Deutsch az Odeon mozilánc alapítója[7]
- Éles Sándor (Sandor Eles) (1936–2004) színész
- Stephen Fry (1957–) színész, író
- Gábor Dénes (1900–1979) Nobel-díjas fizikus
- Leslie Howard színész, filmrendező
- Kabos Ilona (1893–1973) zongoraművész
- Káldor Miklós (Lord Nicholas Kaldor of Newnham) közgazdász
- Kentner Lajos (Louis Kentner CBE) (1905–1987) zongoraművész
- Kösztler Artur (Arthur Koestler. CBE) (1905–1983) regény- és újságíró
- Korda Sándor (Sir Alexander Korda) (1893–1956) filmrendező
- Mikes György (George Mikes) humorista
- Orczy Emma bárónő (Emma Orczy) (1865–1947) írónő
- Polányi Mihály (Michael Polanyi FRS) (1891–1976) természettudós
- Radda György Károly (Sir George Radda) (1936–) kardiológus
- Rónay Egon (1915–2010) ételkritikus
- Georgia Slowe színésznő
- Henrietta Seredy írónő
- Solti György (Sir George Solti) (1912–1997) karmester
- Stein Aurél (Sir Marc Aurel Stein) (1862–1943) Kelet-kutató
- Szekeres Miklós (Sir  Miki Sekers) (1910–1972) selyemgyáros
- Szirtes György (George Szirtes) (1948–) költő, műfordító
- Weiss Rachel (1970–) színésznő